# 孙丽芳
孙丽芳（1962年6月—），女，汉族，安徽怀远人，中华人民共和国政治人物，曾任安徽省民族事务委员会主任、党组书记，中共安徽省委统战部副部长，安徽省妇女联合会副主席，现任安徽省政协副主席。